# Monica Andrei
Monica Andreea Andrei  (n. 13 decembrie 1984, Brăila) este o cântăreață română.
Monica a debutat în anul 1992 la Festivalul pentru copii „Șotron”, după care a colaborat cu TVR1 și TVR Iași, la emisiunile „Feriți-vă de măgăruș” și „Șapte note fermecate”.  
A absolvit Școala Populară de Artă (secțiile orgă electronică și canto), a cântat cu Giulia Anghelescu și Andreea Antonescu în trupa „Flash”. 
După plecarea Claudiei Pavel din trupa Candy, Monica Andrei a devenit membră a trupei Candy alături de Giulia Anghelescu și Selena Vasilache. Din anul 2006 Monica s-a dedicat unei cariere solo, fiind susținută de fostul impresar al trupei, Lucian Ionescu, reușind să scoată doar un singur videoclip, pentru piesa „Cherry Babe”. Insuccesul avut în țară o determină să încerce să se lanseze în străinătate.
În anul 2006, tatăl Monicăi l-a acuzat pe impresarul Lucian Ionescu că a convins-o pe Monica să pozeze goală și că s-a folosit de ea pentru a promova imaginea trupei, însușindu-și numai el onorariul.
Monica are un băiat numit Matei, viitorul fost sot a părăsind-o chiar înainte de nuntă.

## Albume
- Candy (2000)
- O Seară Perfectă (2001)
- De Vis (2002)
- Best Of Candy (2003)
- Poveste (2003)
- Clipa de Azi (2004)